# Schildschwaig

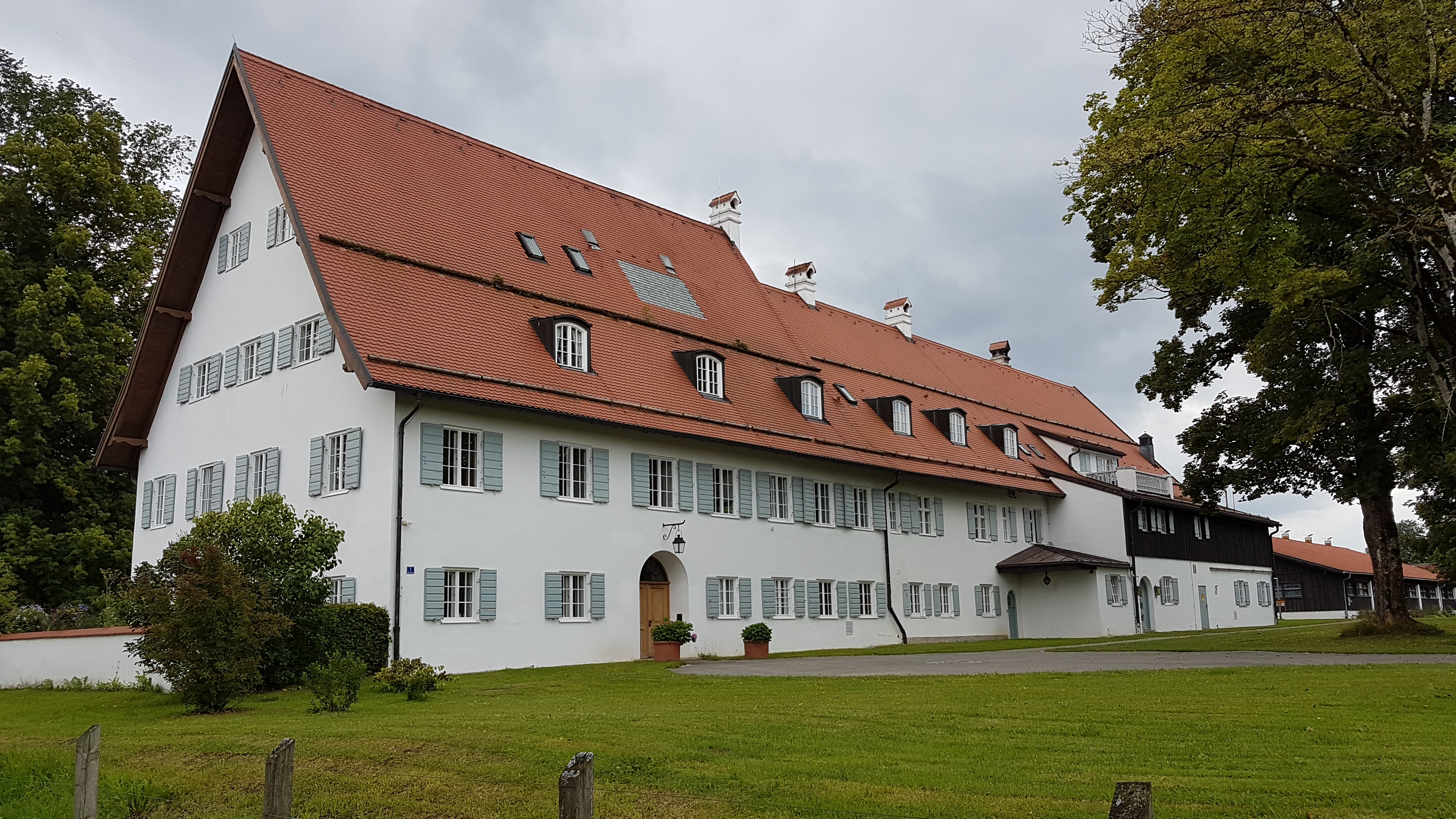
Das ehemalige Klostergut von Nordwesten

Schildschwaig ist ein Gemeindeteil der Gemeinde Wildsteig im Landkreis Weilheim-Schongau (Oberbayern, Bayern).
Der Weiler liegt 2,5 Kilometer südsüdwestlich des Gemeindehauptortes Wildsteig. Es wurde als Klostergut und Sommerfrische für die Chorherren des Klosters Rottenbuch gegründet. Der Ort besteht aus der weitläufigen Gutshofanlage (mit Kapelle) auf einer Anhöhe, zwei Wohngebäuden und einem Sägewerk im Tal der Illach und einem weiteren Wohnhaus 200 Meter nordwestlicher.

## Geschichte

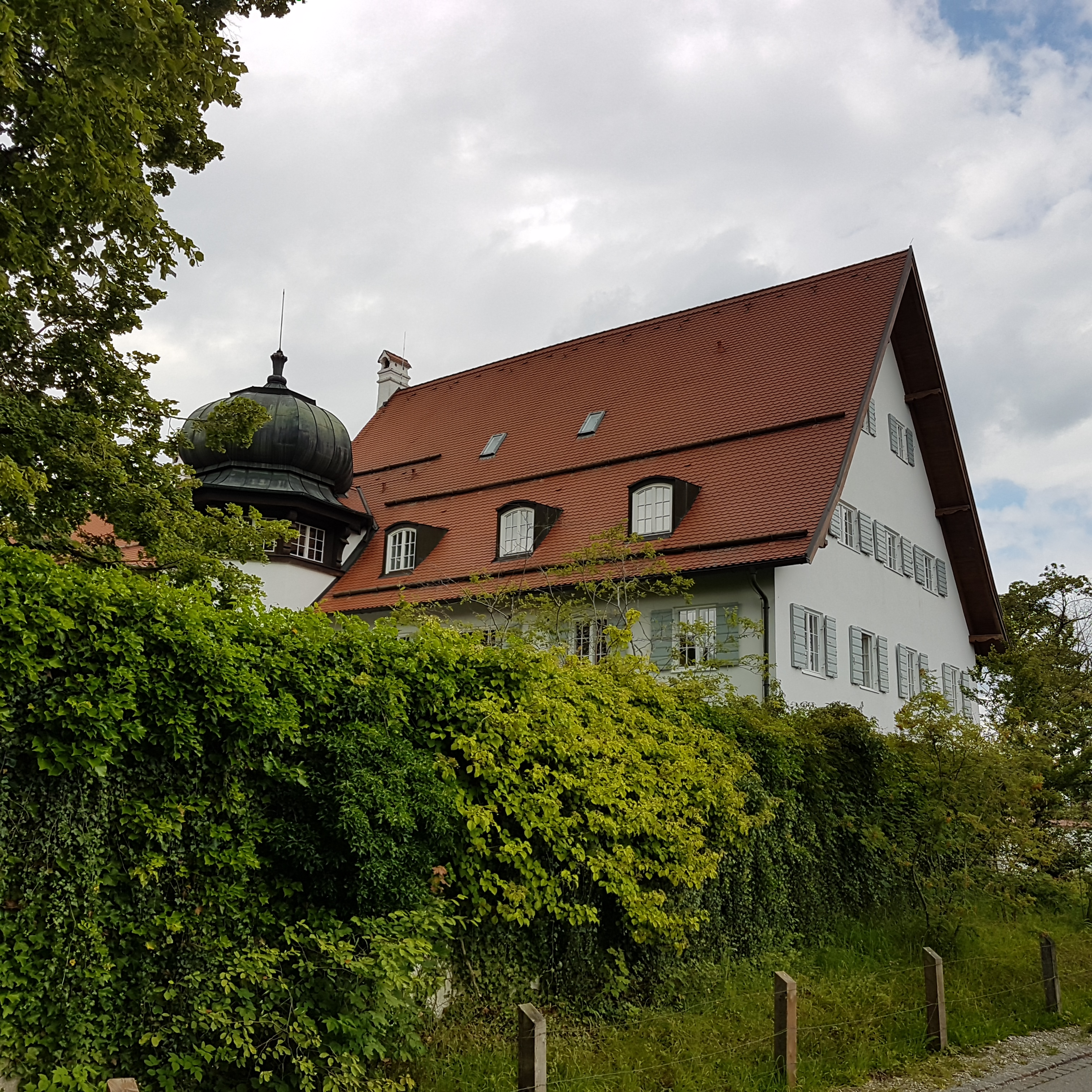
Das Guts-Herrenhaus von Ostnordost

1629 wurde durch die Zusammenlegung der Einzelhöfe Zum Engel und Zum Jäger unter dem Rottenbucher Probst Michael Piscator das klösterliche Landgut Schildschwaig geschaffen, das von den Chorherren selbst bewirtschaftet wurde und als Sommerfrische diente. 1678 wurde neben dem Hof eine Kapelle mit dem Patrozinium Mariä Heimsuchung errichtet. Seit der Säkularisation 1803 ist das Gut in privaten Händen und wird seit 2000 ökologisch nachhaltig bewirtschaftet.

## Mariä Heimsuchung
Die Kapelle wurde vom Probst Augustin Oberst initiiert und 1678 errichtet. Der Bau liegt 50 Meter ostsüdöstlich vom Herrenhaus oberhalb der vorbeiführenden Straße (von Unternogg nach Steingaden). Im Jahre 1803 wurde sie profaniert und als Abstellraum zweckentfremdet. Der neue Gutsherr Augustin Wörmann ließ sie 1866 wieder herrichten und neu weihen. Der zweijochige Bau mit Dreiachtelschluss und westlichem Dachreiter besitzt einen Rokoko-Altar von 1760/70. Die Kapelle ist nicht zugänglich, da sie sich im ummauerten rückwärtigen Grundstück befindet.